# Kin'ichirō Sakaguchi
Kin'ichiro Sakaguchi (坂口 謹一郎, Sakaguchi Kin'ichirō, 17 novembre 1897 - 9 décembre 1994) est un chimiste et microbiologiste japonais. Né à Takada (devenue Jōetsu en 1971) dans la préfecture de Niigata. Il est l'inventeur du « flacon Sakaguchi », flacon à long col recourbé.

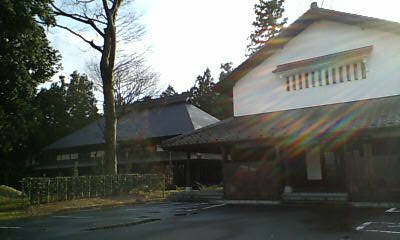
Le mémorial Sakaguchi à Joetsu.

Un musée de saké installé à Jōetsu dans la préfecture de Niigata, lui consacre une exposition.